# Palazzo Schifanoia

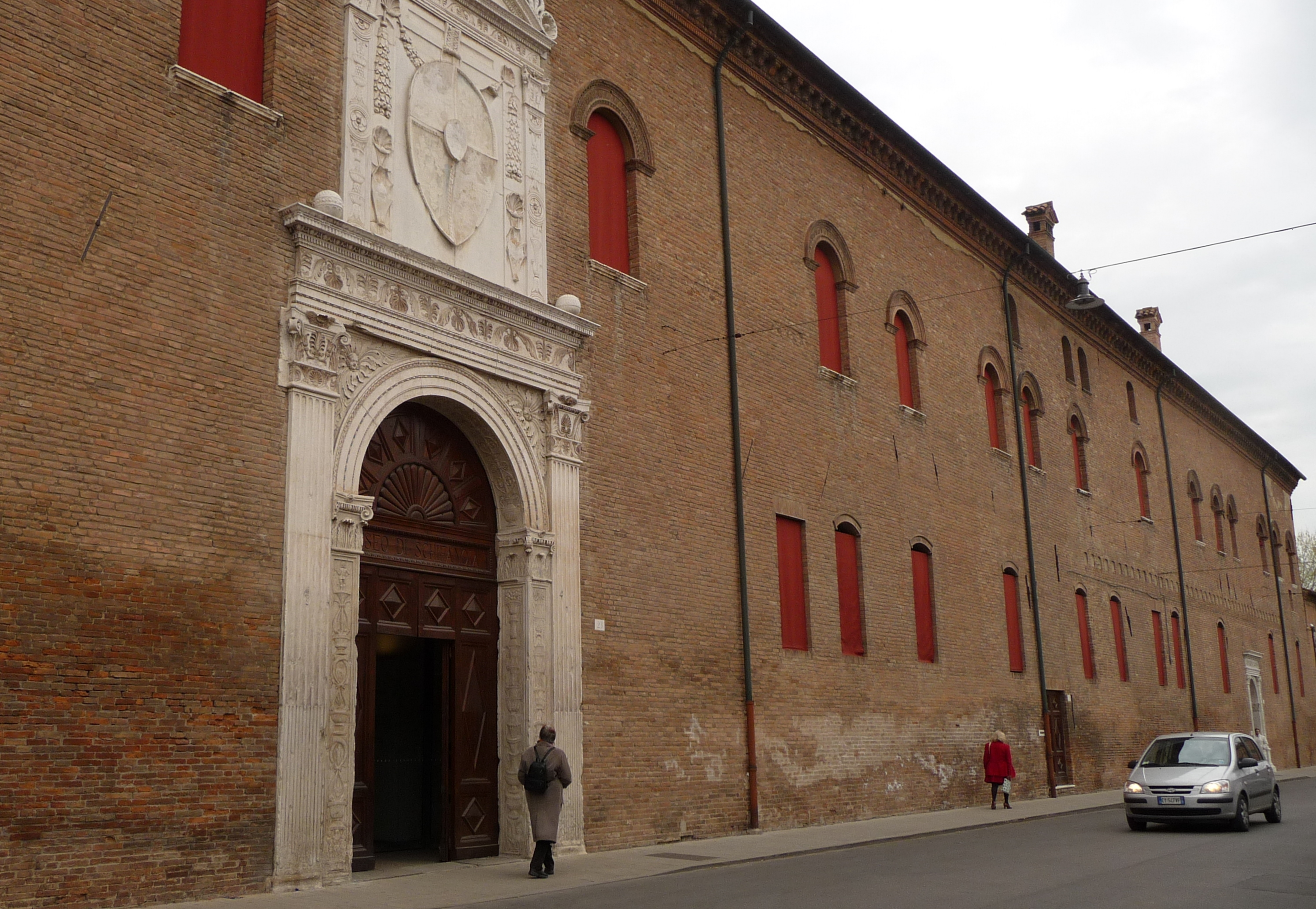
Palazzo Schifanoia

Palazzo Schifanoia ist ein Renaissance-Palast in Ferrara in der Emilia-Romagna, Italien, der für die Familie Este errichtet wurde. Der Name Schifanoia ist abgeleitet von schivar la noia, was buchstäblich bedeutet die Langeweile verabscheuen, oder besser vor der Langeweile fliehen, was genauer den Sinn dieses Palastes, eines frühen Sanssouci, trifft.
Berühmt ist der Palast für die astrologischen Fresken des Francesco del Cossa und des Cosmè Tura im Salone dei mesi.

## Geschichte

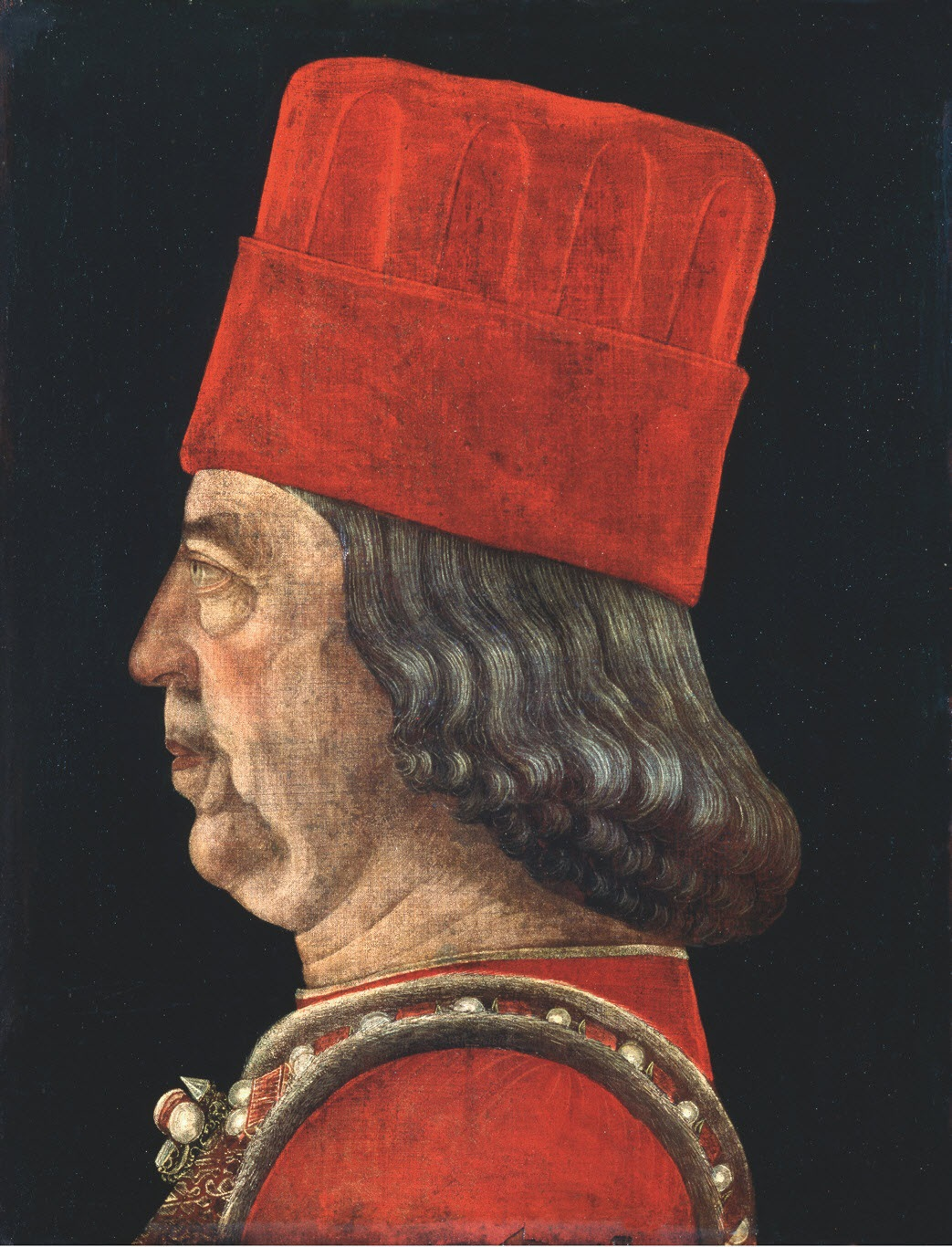
Der Auftraggeber Borso d’Este

Der Palast lag zunächst außerhalb der städtischen Bebauung Ferraras in einem Garten in der Nähe von anderen, delizie genannten Lustschlösschen, von denen nur noch der Schifanoia erhalten ist. Der ursprüngliche Bau aus dem Jahr 1385, in Auftrag gegeben von Alberto V d’Este, war einstöckig, ohne Seitenflügel und bestand im Grunde nur aus einem großen Saal für Bankette und Feste. Unter Borso d’Este und dessen Nachfolger Ercole I. d’Este wurde das Gebäude von den Hofarchitekten Pietro Benvenuto degli Ordini und Biagio Rossetti erweitert.
Die ursprüngliche Außendekoration des Palastes ist nicht erhalten. Die schlichte Ziegelfassade von heute gibt keinen Eindruck mehr von dem einstigen Glanz des Lustschlösschens, mit seiner Stuckverkleidung und seinen geometrischen Mustern aus farbigen Marmorimitationen. Auch das erhaltene repräsentative Marmorportal war farbig ausgestattet. Es zeigte früher, neben ihrem Wappen, auch das Emblem der Este, das Einhorn. 1493 ergänzte Rossetti den Palast mit einem Kranzgesims aus Terracotta.
Den von Pietro Benvenuto errichteten großen Saal, den salone dei mesi, malten u. a. Cosmè Tura, Ercole de’ Roberti und Francesco del Cossa mit Fresken aus. Die Stuckarbeiten in der sala della virtù stammen von Domenico di Paris. Der Stuckfries zeigt Putten, die Symbole der vier Kardinaltugenden und der drei theologischen Tugenden Glaube, Hoffnung und Liebe.
Nach dem Ende der Este-Herrschaft kam der Palast in die Hände wechselnder Besitzer, von denen einer die Monatsbilder im salone dei mesi übermalen ließ. Er wurde u. a. als Kaserne und als Tabakfabrik genutzt. Erst 1821 wurden die Fresken wiederentdeckt. Heute gehört der Schifanoia der Stadt Ferrara und dient als Museum.

## Fresken imsalone dei mesi

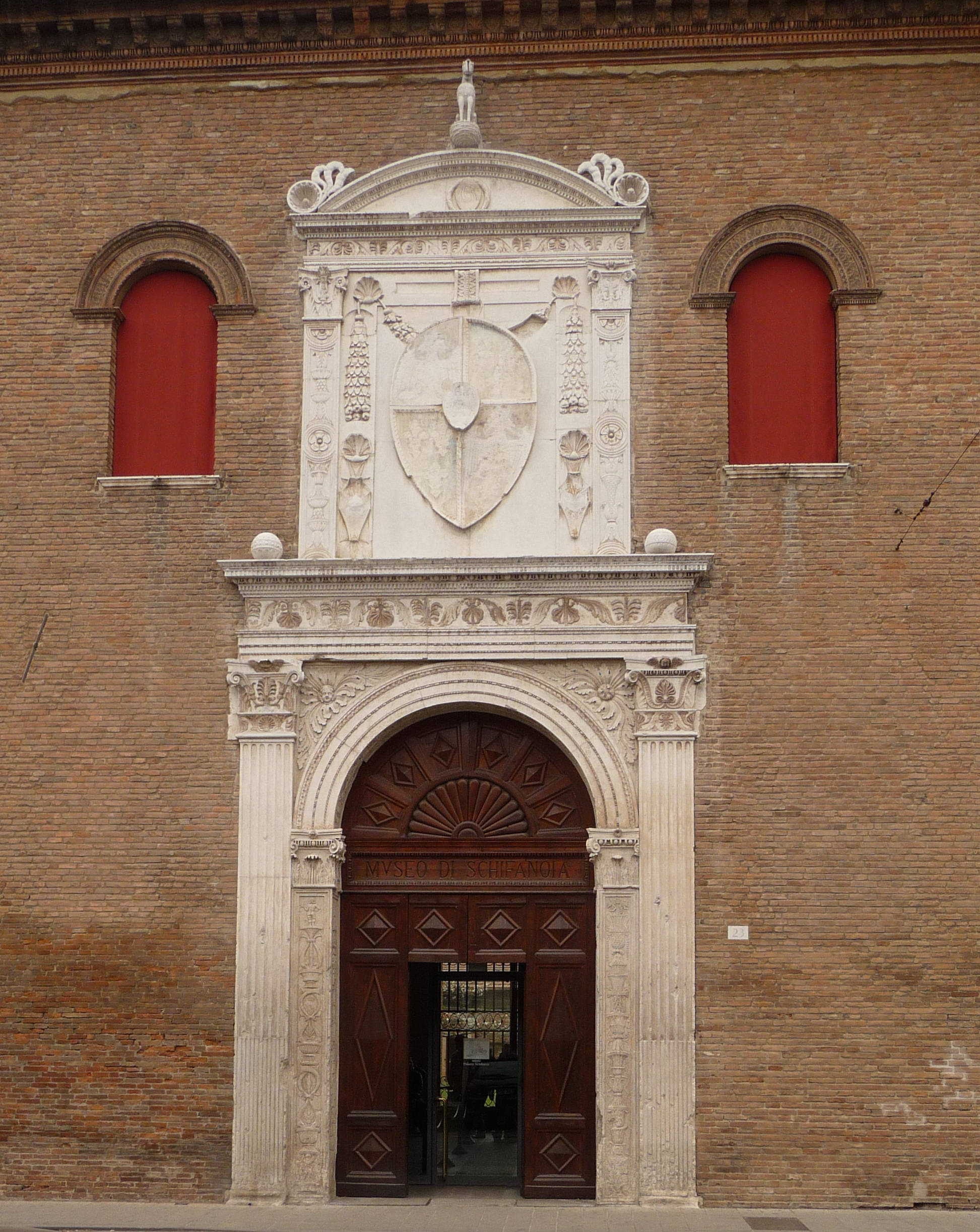
Eingang zum Palazzo Schifanoia

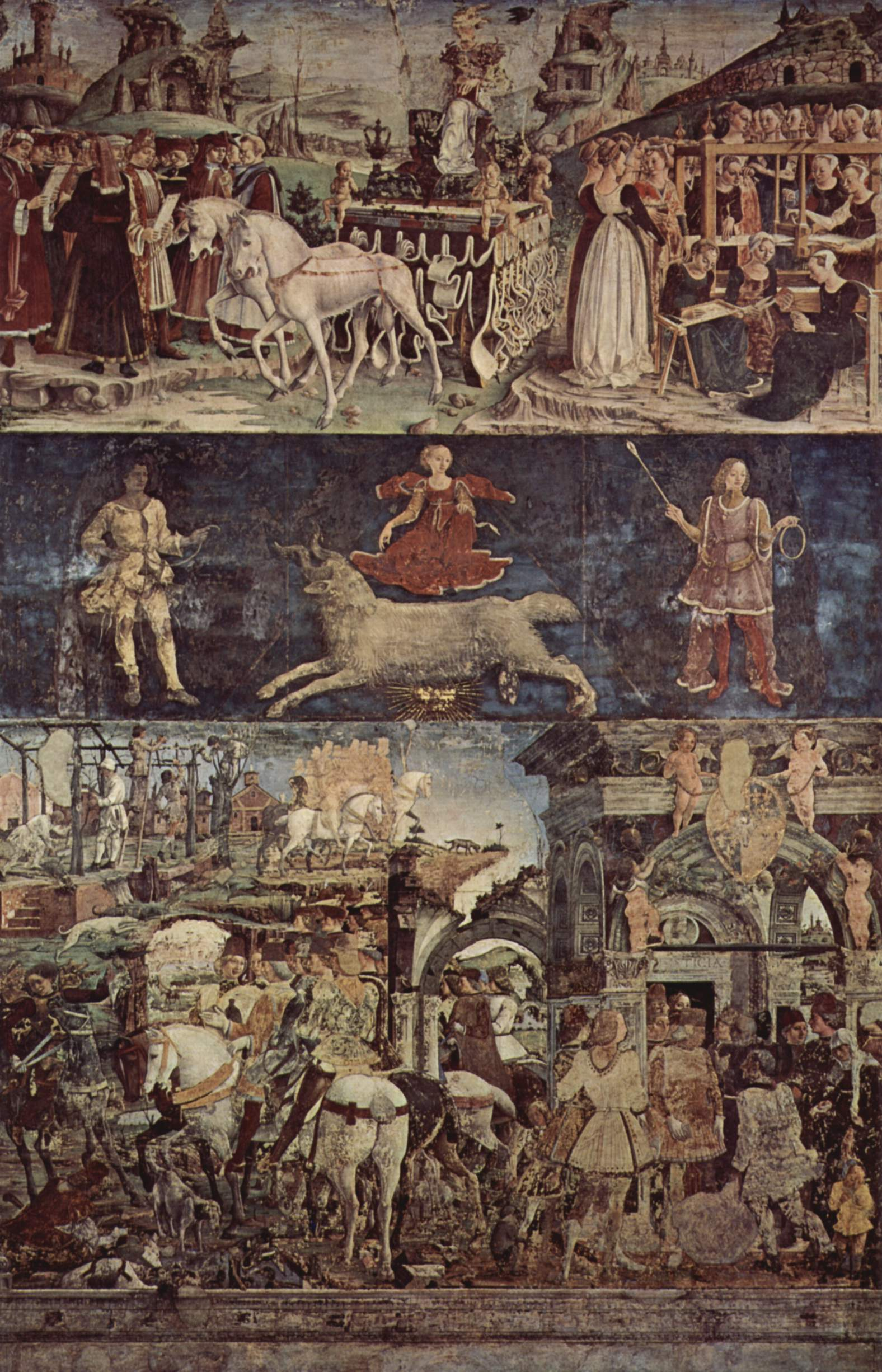
März
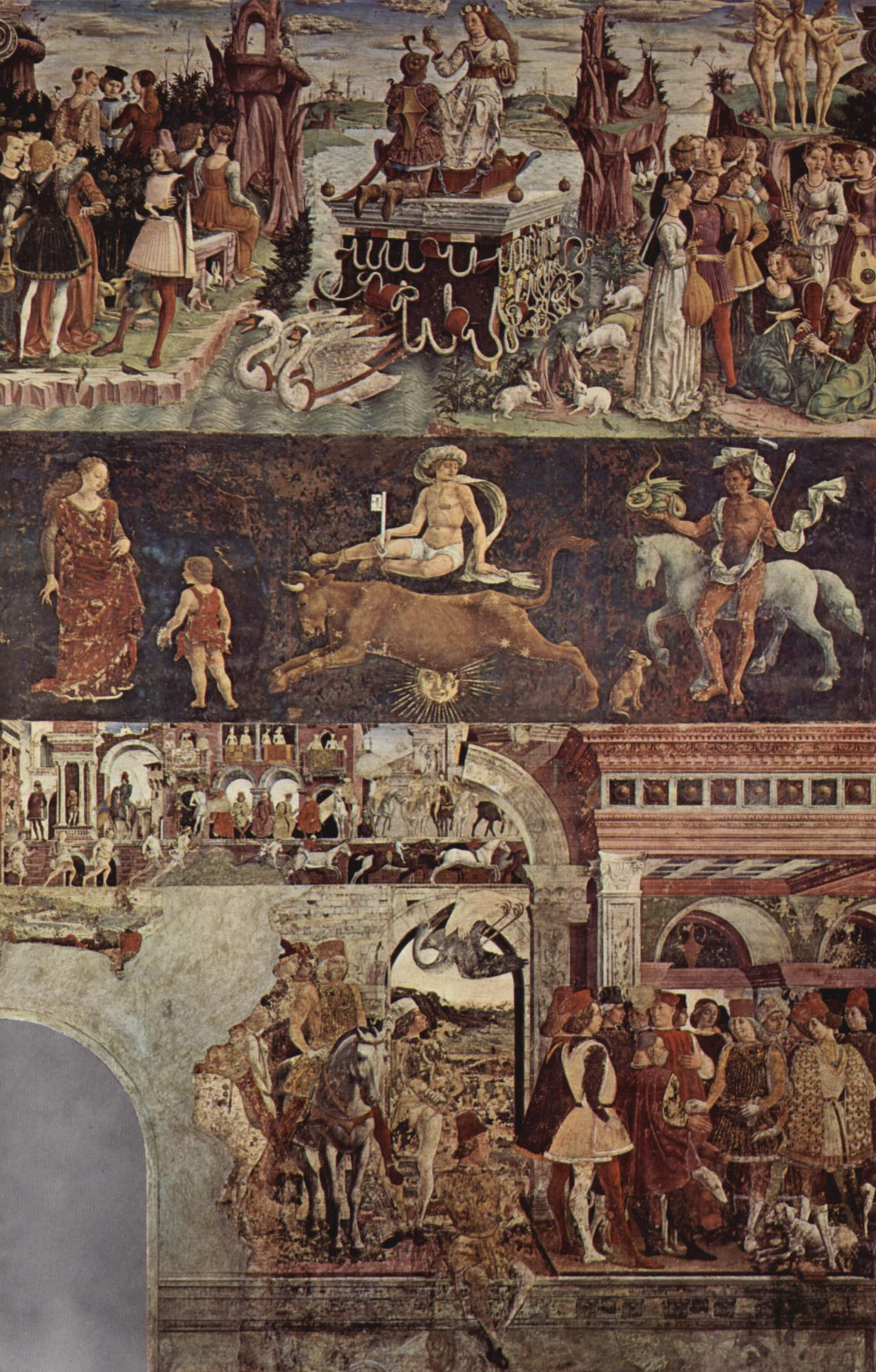
April
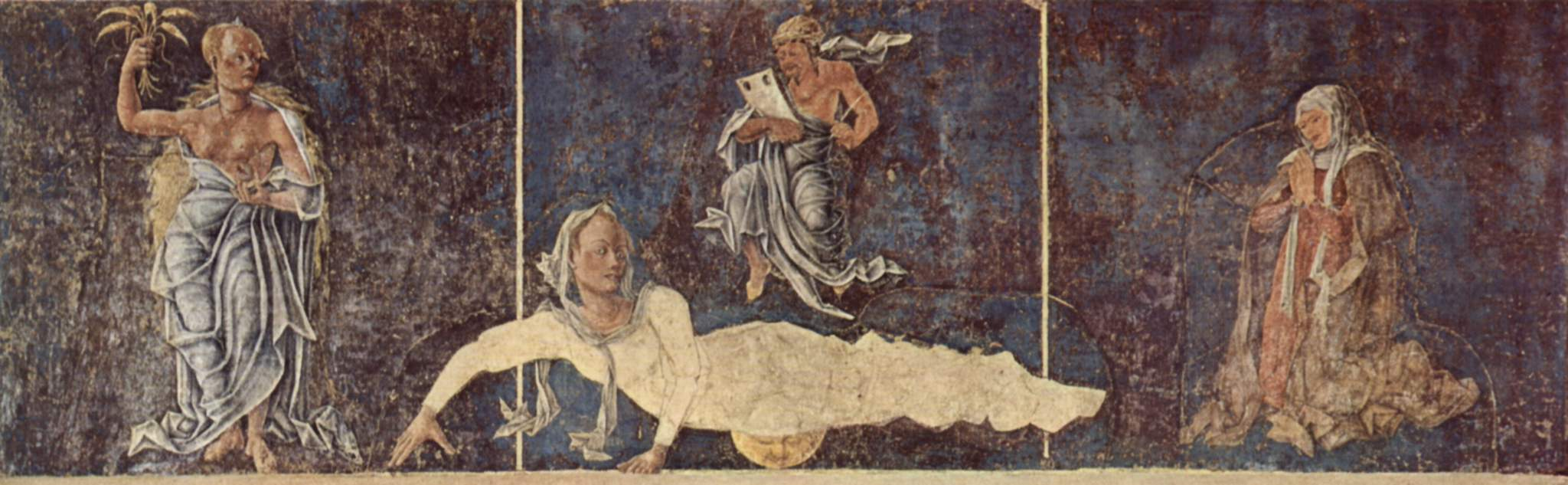
August

## Museum
Das 1898 eröffnete Museum beherbergt neben einer Sammlung von Gegenständen der ägyptischen Kunst und Kultur von der 5. Dynastie bis in die griechisch-römische Zeit, griechische und etruskische Keramik und römische Gläser und Amphoren. Von herausragender Bedeutung ist die numismatische Abteilung. Hier sind neben Medaillen von Pisanello und Sperandio da Mantova Münzen aus der republikanischen Epoche und der Kaiserzeit Roms sowie des Kirchenstaates vertreten.
Die kostbaren Buchbestände stammen aus dem aufgehobenen Kloster San Giorgio. Darunter befindet sich eine von Borso d’Este in Auftrag gegebene Bibel für das Kloster San Cristofero della Certosa.
Daneben werden Graphiken, Kunstgewerbe und Skulpturen vom 16. Jahrhundert bis zum Klassizismus ausgestellt.